# Kujawiak
La Kujawiak è una danza popolare polacca dal ritmo ternario. Insieme a Mazurka, Oberek, Polonaise e Krakowiak, la Kujawiak è una delle cinque danze nazionali polacche.

## Storia

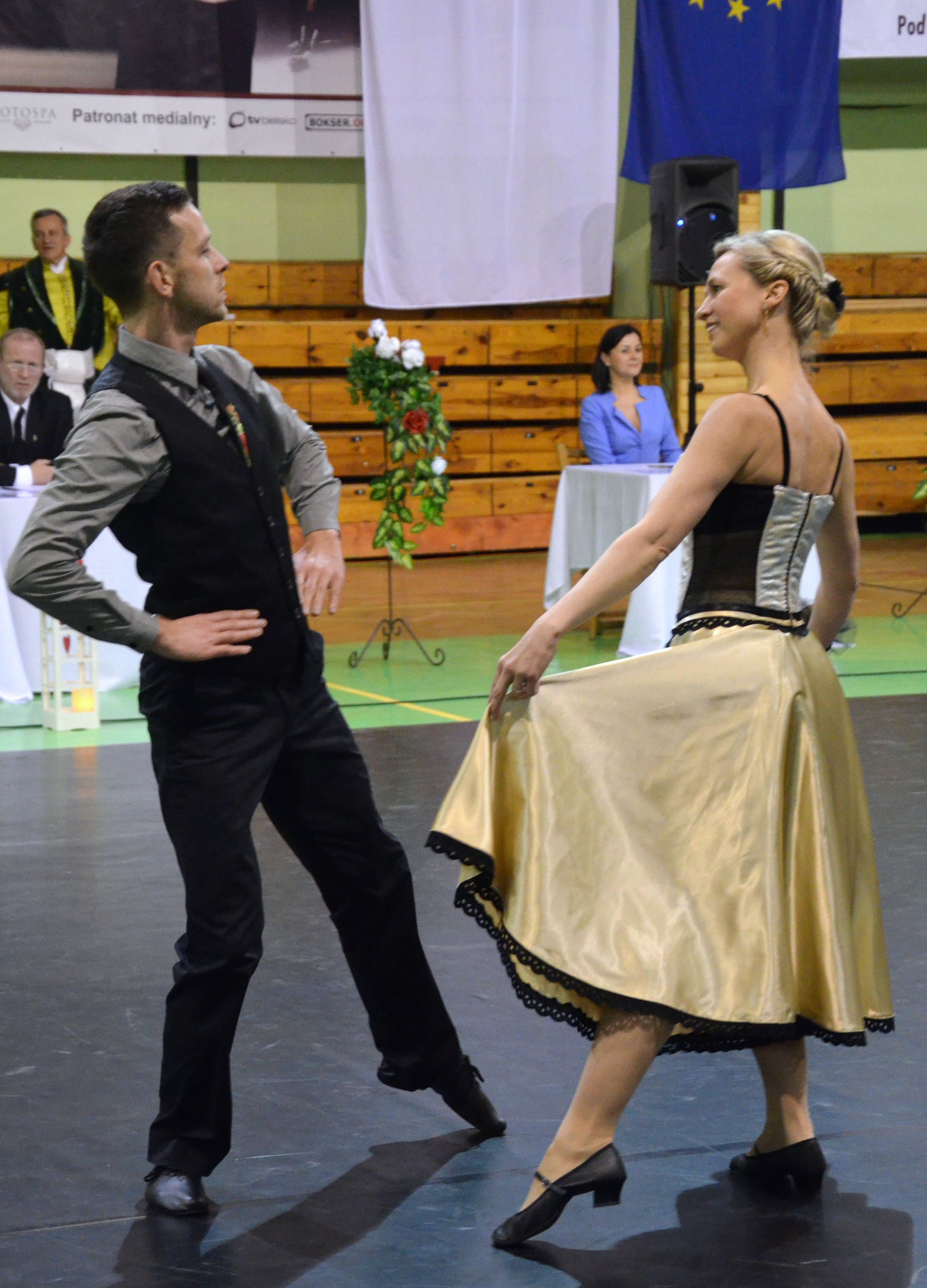
Ballerini di Kujawiak

È una danza originaria della regione del Kujawy nelle pianure della Polonia centrale. Il nome di Kujawiak comparve per la prima volta nel 1827, in un testo di T. F. Jaskólski (Pasterze na Bachorzy. Sielanki Kujawskie - Pastori a Bachorz: Pastorali da Kujawy). Secondo alcune fonti la Kujawiak sarebbe una derivazione dalla Mazurka iniziando a differenziarsi da questa già dal 1750.
Fin dai primi tempi la Kujawiak era ballata con una grande calma, dignità ed eleganza. Non vi erano timbri troppo vigorosi e non era presente alcun repentino mutamento di tempo. Tradizionalmente la Kujawiak viene danzata da coppie che, disposte in cerchio, giravano con un movimento molto fluido e con una rotazione che sembrava infinita. Questo particolare stile si è tramandato di generazione in generazione senza che nessuno lo insegnasse ai propri discendenti, i giovani guardavano gli altri danzare durante le feste nelle piazze e poi provavano per conto proprio fino a imparare. Per la sua bellezza ed eleganza la Kujawiak fu adottata come ballo dalla nobiltà terriera di zona che invitò i ballerini e i musicisti nei propri palazzi per apprendere da loro. In seguito al successo di questa nuova danza si iniziarono a raccogliere melodie e stampare vari esempi di Kujawiak. Con il suo diffondersi, successivamente, durante feste o esibizioni, alla Kujawiak, lenta, veniva abbinato un Oberek, dal movimento più veloce; venivano associate tre danze dal movimento crescente, terminando con quella più rapida.

## La musica
Rispetto ad altri balli simili alla Mazurca, la Kujawiak ha un ritmo molto più lento e presenta diverse ripetizioni delle frasi melodiche; anch'essa di ritmo ternario, si presenta come una versione più lenta dell'Oberek.
La seconda parte di ogni battuta nella musica della Kujawiak viene solitamente allungata creando così un tempo flessibile; tale modifica del ritmo è stata assimilata al rubato delle composizioni di Fryderyk Chopin, in particolare nelle Mazurche che spesso si rifanno all'Oberek e alla Kujawiak.
Le melodie della Kujawiak sono spesso suonate con tonalità minori, il che conferisce alla musica una caratteristica malinconica e accorata; le stesse, non terminando mai con la nota tonica, rendono le frasi melodiche senza fine, come in un'eterna aspettativa. Lo strumento principale utilizzato era il violino, accompagnato quasi sempre dalla basolia, strumento tradizionale polacco simile al violoncello, a due o quattro corde, che aveva funzione percussiva; questo effetto spesso era enfatizzato da un tamburo. Altri strumenti utilizzati erano il clarinetto, flauti e una versione semplificata, "popolare", della fisarmonica.
Nella musica colta molti esempi di Mazurke in realtà sono Kujawiak. Il conte Mieczyslaw Miączyński, studiando la cultura popolare della regione del Kujawy, realizzò i primi arrangiamenti di Kujawiak per pianoforte nel 1845. Sull'esempio di Miączyński l'etnografo e musicista Oskar Kolberg trascrisse moltissime melodie e canzoni della regione del Kujawy che raccolse in due volumi del 1867.
Il musicista più illustre che ha utilizzato la Kujawiak nelle sue composizioni è Chopin; nelle sue Mazurke numerosi sono gli inserimenti di questa danza che, per il suo carattere malinconico e rievocativo, ben si adattattava a molte delle sue pagine più ispirate. Esempi si ritrovano nella Mazurca in Do diesis minore op. 30 n. 4, una delle più poetiche e ricche di espressività, in quella in Mi minore op. 41 n. 1 e quella in Fa minore op. 63 n. 2. Una delle più note Mazurke chopiniane, in La minore op. 68 n. 2, è in realtà interamente una Kujawiak, la cui liricità intensa presenta momenti di accorata tristezza.